# 李知勋 (电竞选手)
李知勋（：／ Lee Ji-hoon */?，1992年11月23日—，绰号：Easyhoon），韩国英雄联盟职业选手，原为韩国SK Telecom T1战队替补中单选手，并曾在英雄联盟2015赛季全球总决赛中取得冠军。曾为中国大陆VGteamwow战队中单主力队员。因其打法风格以稳健为主，被玩家们称为“中路防御塔”。於2018年12月加入中國 SN 戰隊助理教練，現已離職。
ID來自他的名字讀音(由於头音规则在韩文写作作Yi音，但拼音仍为Lee)。

## 早年经历
李知勋于1992年11月23日出生于韩国，他在初中时的成绩曾达到全校前几名，上高中后，他喜欢和朋友们一起去游戏室打游戏，并开始热爱电子游戏。2012年，他考入大学并主修数学专业。在读大学期间，他加入了《英雄联盟》。
2013年，李知勋在韩国服务器的Rank分达到了前三名，并凭借此被招入了一支名为GSG的业余战队，他也因此休学。随后，GSG参与了NLG Winter，并在该比赛中击败了CJ Entus，最后成功打进OGN。但在2012年-2013年OGN冬季赛上，由于GSG使用奇葩战术为乐的风格无法适应已经高度职业化的OGN的节奏，使得该战队仅取得0胜2平4负的成绩，未能小组出线。
2013年2月，GSG被MVPblue收购，他也因此和Acorn、Heart一起被招进了MVPblue战队，开始职业生涯。

## 职业生涯
2013年4月，MVP Blue参与了OGN2013春季赛，在小组赛MVP Blue对阵SKT T1 #2的比赛的其中一局中，Faker选择了乐芙兰，Easyhoon则选择了卡尔萨斯，虽然在前期Easyhoon所操纵的卡尔萨斯在中路上仅被Faker所操纵的乐芙兰击杀一次，但Faker还是以11-0-2的战绩完爆了Easyhoon，并取得了该局比赛的胜利。最终SKT T1 #2以2：0击败了MVP Blue。在小组赛结束后，MVP Blue仅取得1胜1负3平的战绩，未能小组出线。
在此之后，MVP Blue又参加了2013年OGN夏季赛，但在小组赛上，该战队仅取得0胜1负2平的战绩，未能小组出线。
2013年9月，李知勋所在的MVP Blue战队和MVP Ozone战队被三星收购，并分别更名为Samsung Blue和Samsung Ozone。此事使得他开始思考自己的未来。此后不久，SK Telecom T1发布中单招募计划，Easyhoon亦选择加盟SK Telecom T1。2013年10月，他加入SK Telecom T1 S战队并担任中单首发位置。
2015年12月，轉戰中國 VG 戰隊。
2018年12月，與韓國 AFS 教練 Comet 一同轉進中國 SN 戰隊擔任助理教練。